# Saint-Georges-sur-la-Prée
Saint-Georges-sur-la-Prée là một xã thuộc tỉnh Cher trong vùng Centre-Val de Loire miền trung Pháp.

## Dân số
| 1962                                | 1968 | 1975 | 1982 | 1990 | 1999 | 2005 |
| ----------------------------------- | ---- | ---- | ---- | ---- | ---- | ---- |
| 398                                 | 401  | 347  | 367  | 590  | 601  | 640  |
| Từ năm 1962 Dân số không tính trùng |      |      |      |      |      |      |